# 張茂
張 茂（ちょう も）は、五胡十六国時代の前涼の第3代君主。字は成遜。安定郡烏氏県（現在の甘粛省平涼市涇川県）の人。父の張軌、兄の張寔はいずれも涼州刺史として河西を治めた。

## 生涯

### 父・兄の時代
咸寧3年（277年）、張軌の次男として生まれた。
父の張軌は涼州刺史として河西の地を治めていたが、308年2月に中風を患って会話が不自由となった。当時、長兄の張寔は洛陽にいた為、張茂は父に代わって州事を執り行った。
建興元年（313年）、南陽王司馬保により従事中郎に任じられ、散騎侍郎・中塁将軍に推挙されたが、全て辞退した。
建興2年（314年）、侍中に任じられて長安に召還されたが、父が老齢であることを理由に辞退した。しばらくして、平西将軍・秦州刺史に任じられた。同年5月、張軌がこの世を去ると、兄の張寔が後を継いだ。
建興8年（320年）、京兆の劉弘が邪道の術を用いて庶民を惑わしており、張寔の周囲の者も彼を崇拝していた。劉弘は張寔を殺して自ら君主となることを目論み、帳下閻渉・牙門趙卬に密かに命を下した。張茂は彼らの計画を知ると、張寔へ劉弘を誅殺するよう忠告したが、敵に先手を討たれて張寔は殺害された。左司馬陰元らは張寔の子である張駿がまだ幼いことから、張茂を後継に立てて涼州刺史・西平公に推挙した。だが、張茂はこの任官を受けずに使持節・平西将軍・涼州牧の任を受けた。また、劉弘を姑臧城の市街に引きずり出して車裂きの刑に処し、張寔殺害の実行犯である閻渉及びその徒党数百人余りを誅殺し、州内に大赦を下した。
同年8月、張茂は張寔の子である張駿を世継ぎにすると公表し、撫軍将軍・武威郡太守に任じて西平公に封じた。

### 張茂の時代
建興9年（321年）2月、張茂は民衆に労役を課し、八十余りの城壁と高さ九仞にも及ぶ城（霊鈞台）の建造を始めた。だが諫言を受けると自らの過ちを認め、これを中止させた。また張茂は韓璞を隴西・南安の地に派遣して攻略に当たらせ、韓璞はこれらを平定すると秦州を設置して帰還した。建興11年（323年）8月、前趙の皇帝劉曜が隴上から西進して自ら涼州へ襲来した。劉曜は28万の兵を率いて河上にて百里余りに及ぶ陣を築き、前趙軍の戦鼓が鳴り響くと、張茂が配置した黄河沿いの守備兵は恐れ慄いて潰走してしまった。また臨洮郡出身の翟楷・石琮らは県令を追放して県城ごと劉曜に呼応したので、河西は大いに震撼した。
張茂は参軍馬岌の進言を受け、自ら出兵して石頭に拠った。この際、守備軍の参軍陳珍に対して防衛の策に関して意見を求めると、陳珍は「劉曜の支配する領土は多岐に渡りますが、その支配は十分には行き届いておりません。軍にも精鋭は少なく、多くは氐・羌の烏合の衆です。関東一帯の憂いを捨て置くことができないため、徒に戦を引き延ばしているに過ぎません。もし二十日経過しても奴らが退かなければ、この陳珍が弱卒数千をもって捕えて差し上げます」と答えた。張茂は大いに喜び、陳珍を平虜将軍に任じ、歩騎千八百を率いて韓璞の救援に向かわせた。陳珍は氐・羌の衆を徴発して劉曜に対峙すると、これを撃破して南安を奪還した。張茂は大いに彼を称賛し、折衝将軍に任命した。
その後、張茂は劉曜へ使者を送り、自ら劉曜の臣下と称して馬・牛・羊や珍宝を献上した。これにより、劉曜は軍を撤退させ、張茂を侍中・都督涼南北秦梁益巴漢隴右西域雑夷匈奴諸軍事・太師・涼州牧に任じた。さらに涼王に封じ、九錫を与えた。同年秋、張茂はまた姑臧城において大いに土木工事を行い、霊鈞台の建造の再開にも取り掛かった。別駕呉紹はこれを諫めて民に安息を与えるよう上奏したが、張茂は「亡き兄の張寔が暗殺されたように、禍というのは不意に起きるものであり、智勇を備えていてもどうにもならない時もある。王公たるもの危険への備えは怠らないものであり、勇者であっても警備は厳重にするのが古の習わしである。国家が未だ騒乱の中にあるというのに、泰平の世の理を持ち出してこのような乱世を語ってはならぬ」と反論し、工事は継続された。
涼州の豪族の賈模は張寔の妻の弟であり、その権勢は西土を圧倒する程であった。これより以前、「手莫頭、図涼州」という民謡が流行った。張茂はこの民謡が賈模の事を言っていると考え、彼を招き寄せると誅殺した。これにより、権勢を持つ豪族は声を潜めて隠居するようになり、張茂の威厳は涼州に広く行き渡るようになった。

### 最期
建興12年（324年）5月、張茂は病に倒れた。世継ぎの張駿の手を取ると涙を流して「以前、我らの先人は孝友をもって称賛を受け、漢の時代より代々国家に忠誠を尽くしてきた。今、華夏が大乱に陥り、皇帝は東南に移った。汝は身を慎み人臣としての節度を守り、失うことのないように。我は天下大乱の時代に遭遇し、先人の余徳を受けてそれを引き継いだ。州の任を代行して命を守り、上は晋室に背くことなく、下は民を保護することを考えてきた。しかし、この官位は朝廷の任によるものではなく、職務は私的な議論によるものであり、仮初めに過ぎない。どこにも誉とするものがない。我が絶命したら白色の便帽を棺に入れ、朝服は着けないように。これを以て我の志を示すものである」と遺言し、間もなくこの世を去った。享年48、在位すること5年であった。諡号は成といった。前趙の劉曜は使者を派遣し、張茂へ太宰の職を贈り、成烈王と追諡した。
張祚が王位を称すると、成王と追諡され、廟号は太宗といった。

## 人物
清廉・高雅であり、物静かな性格だった。また学問を好み、俗世の名誉や利益を追い求めなかった。また、志を持ち節操を弁え、大事に対して決断力があったという。